# Carmen Zapata

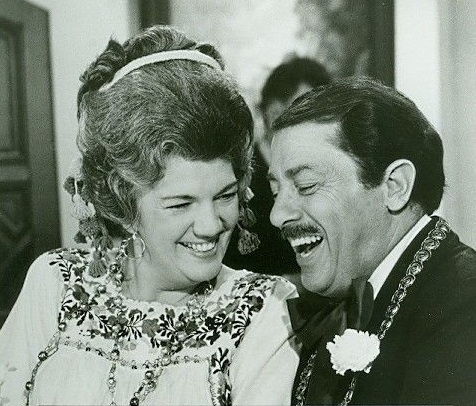
Carmen Zapata y Vito Scotti en 1973.

Carmen Margarita Zapata (Nueva York, 15 de julio de 1927 − Van Nuys, 5 de enero de 2014) fue una actriz estadounidense.
Su padre era mexicano y su madre, argentina.
Participó en más de cien series televisivas, espectáculos y películas incluyendo Batman: la serie animada, Married... with Children y Sister Act, entre otras.
Falleció por complicaciones cardíacas en su casa en Van Nuys (California) el 5 de enero de 2014, a los 86 años.